# Längdåkning
Längdåkning, längdskidåkning eller skidlöpning är skidåkning där man rör sig med egen kraft, ofta i varierande terräng, i motsats till utförsåkning. Nuförtiden skidar man vanligen i preparerade spår, men man kan också skida i orörd snö. Längdskidåkning är populärt framförallt i norra Europa men utövas i de flesta europeiska länder med snö. På senare år har idrotten blivit mer och mer populär även i Kanada, USA, Japan och Kina. Längdskidåkning hör till de nordiska skidgrenarna dit även backhoppning och nordisk kombination ingår. I Norge, Sverige, Finland och Ryssland är längdåkning en folksport.

## Historia

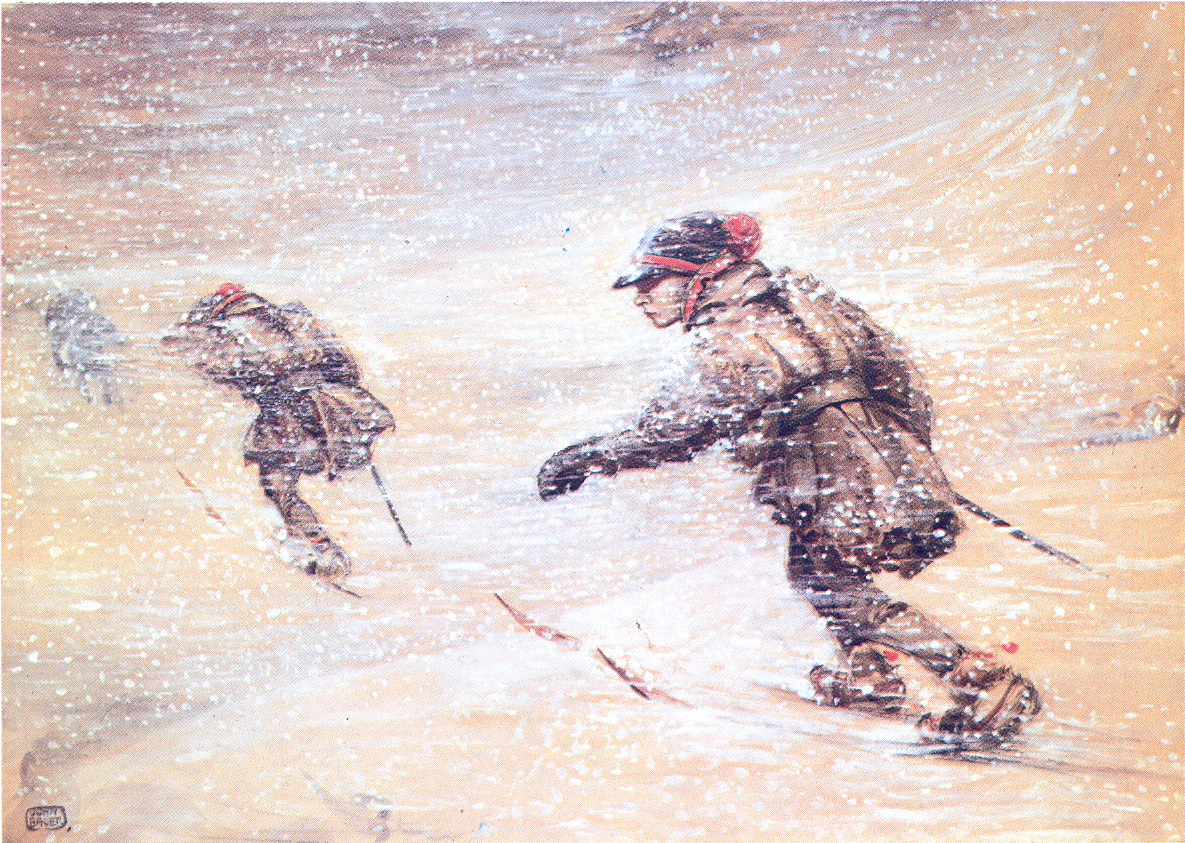
Samer på skidor i snöstorm

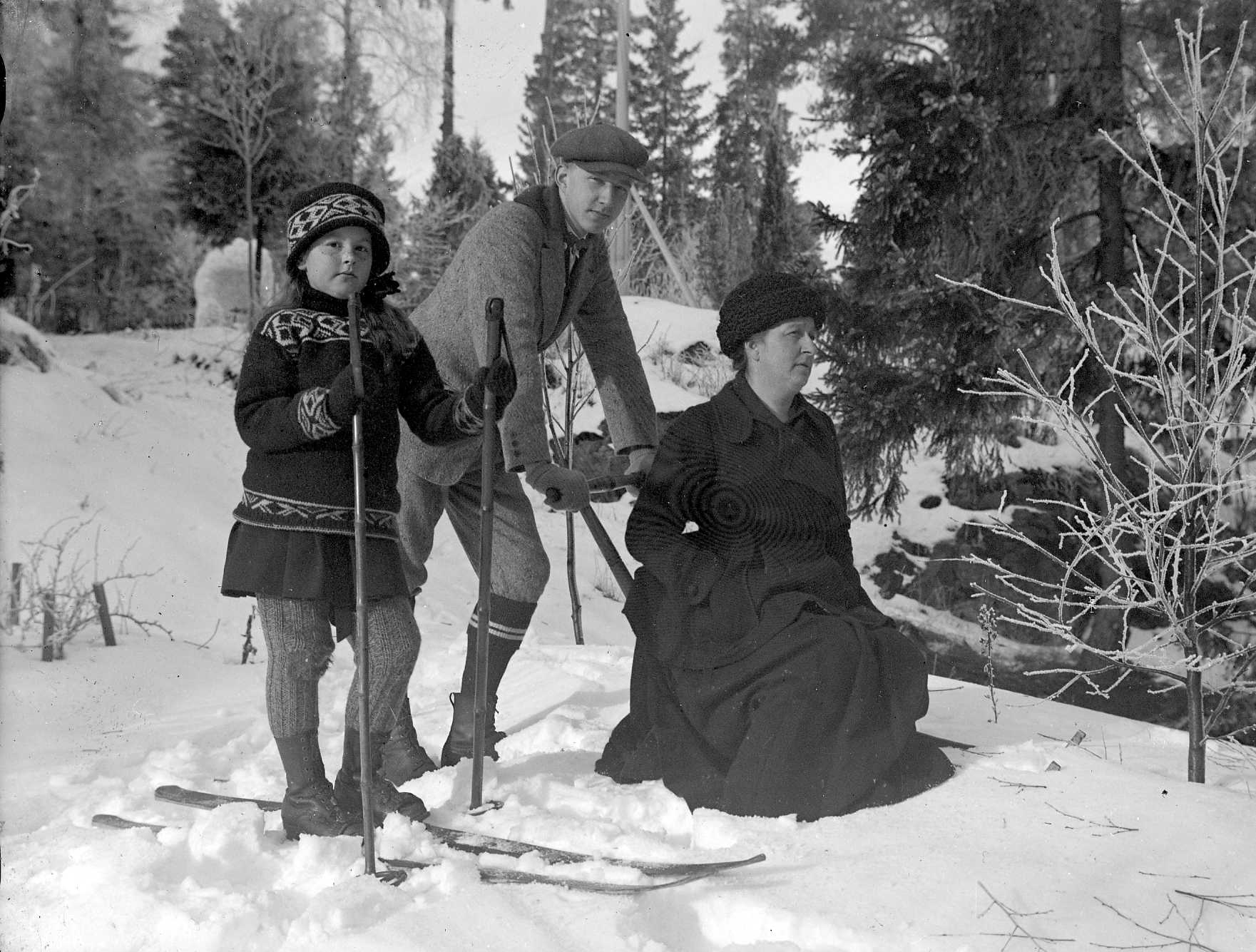
Skidåkare, tidigt 1900-tal.

Världens äldsta bevarade skida anses vara Kalvträskskidan, en cirka 5200 år gammal skida hittad i Kalvträsk. Skidåkning var ett bra sätt att förflytta sig på vintern, inte minst under jakt. Skidåkning finns omtalad i olika myter och sagor sedan vikingatiden och framåt. Även på hällristningar och runstenar finns motiv av skidåkare.
Skidåkning som sport växte fram under 1800-talet, främst i Norden. Norges första skidklubb startades i Trysil 1861 och den första svenska föreningen startades 1879 i Stockholm. Samma år hölls också den första skidtävlingen i Stockholm. Den fick mycket uppmärksamhet och cirka 2000 åskådare fanns på plats. 
Historiskt sett har skidor tillverkats av trä av olika slag med en bindning av remmar och metall. Länge använde man sig av endast en stav och staven var förr längre än vad den är idag. Dagens skidor är gjorda av plast och/eller glasfiber. Man använder bindningar som sätter fast pjäxan framme vid tån.

## Utrustning

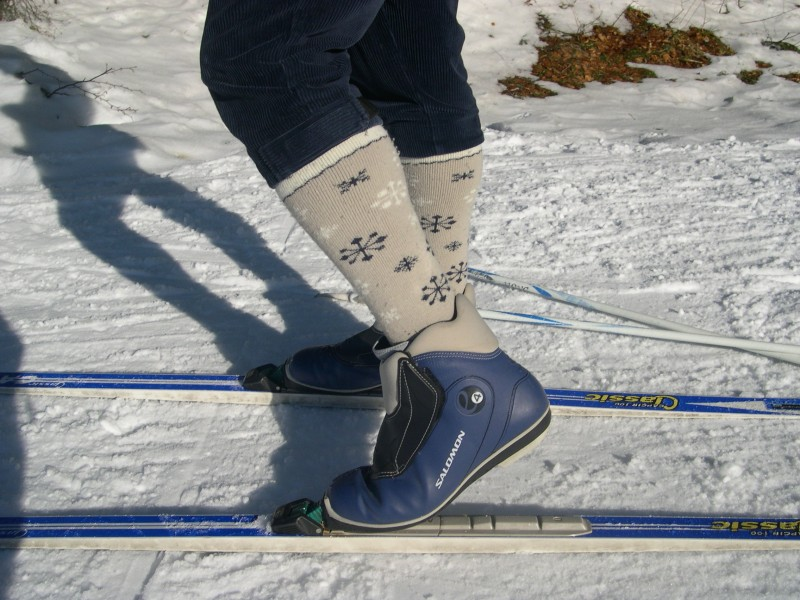
Skidor och pjäxa, 1980-tal.

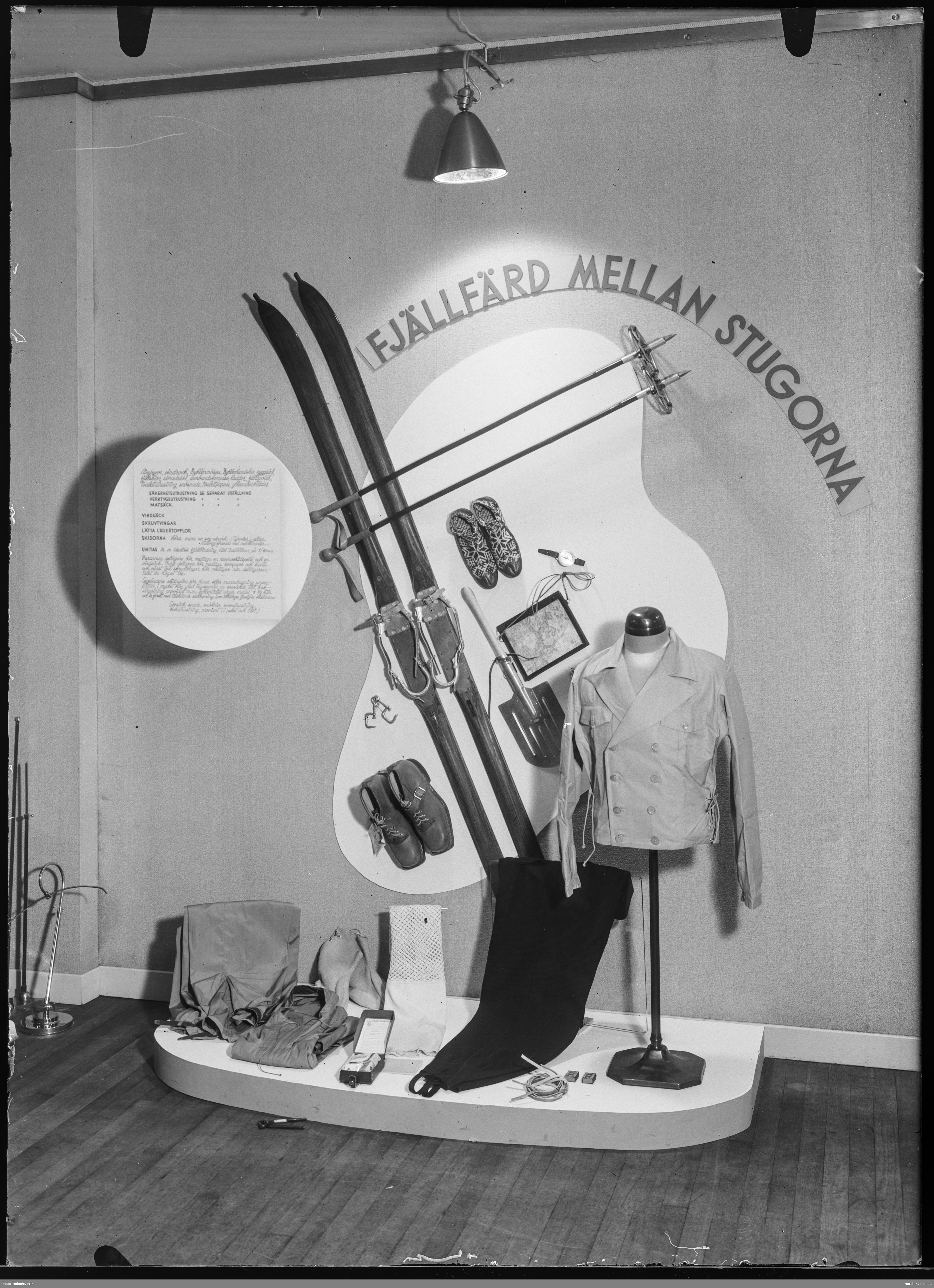
Längdskidutrustning till salu på NK, 1930-tal.

Längdskidor är långa och smala för att ta upp åkarens vikt och förflytta åkaren snabbt. Typiska mått är cirka 2 meter långa, 4–5 cm breda och 0,5–4 cm tjocka. Skidorna har ett ”spann”, som betyder att de är böjda så att den mittersta delen är högre när skidan är obelastad. Beroende på åkarens vikt och skicklighet kan man välja olika hårda spann, och för de flesta typer av skidor för allmänheten är spannets hårdhet proportionellt mot skidans längd.
Skidorna prepareras med olika typer av valla som gör att de glider bättre mot snön. I mitten av skidan används istället fästvalla, som ger ökad friktion. När åkaren trampar ner skidan hårdare i spåret greppar fästvallan mot underlaget och man kan skjuta ifrån och skapa en rörelse framåt. När man står med vikten fördelad på båda skidorna bör fästvallan inte nå snön. Många skidor för amatörer är ”vallningsfria”, genom att undersidan av skidans mittdel antingen har tvärgående räfflor eller ”skins”, som är en pälsliknande beläggning. Även sådana skidor bör vallas för glid, men är enklare att använda eftersom man slipper preparera dem för det aktuella föret. I tävlingssammanhang används inte vallningsfria skidor, eftersom de vanligen får sämre glid.
Längdåkaren har också två stavar som bidrar till farten och ger stöd. Staven har en trissa, också kallat truga, långt ner som är en ring eller skiva som skall förhindra eller begränsa staven att sjunka ner i snön. Nederst finns en spets som skall ge fäste i hård snö. Överst på staven finns ett handtag och en rem som ska ge bra grepp. Pjäxorna fästes i skidorna med bindningar. För minskad friktion mot underlaget vallar man skidorna med skidvalla. Alla skidor vallas med glidvalla och klassiska skidor behöver också någon typ av fäste. Antingen uppnås detta genom fästvalla eller en typ av tejp. Det finns också vallningsfria skidor som antingen har en struktur under mitten av skidan, så kallade fiskfjällsskidor eller med en typ av konstgjort skinn kallade skins.
Utrustningen varierar beroende på vilken stil man åker. Både pjäxor, skidor och stavar skiljer sig beroende på fristil eller klassisk stil. Det finns också turskidor som är en lite bredare variant av längdskidor.

## Åkstilar

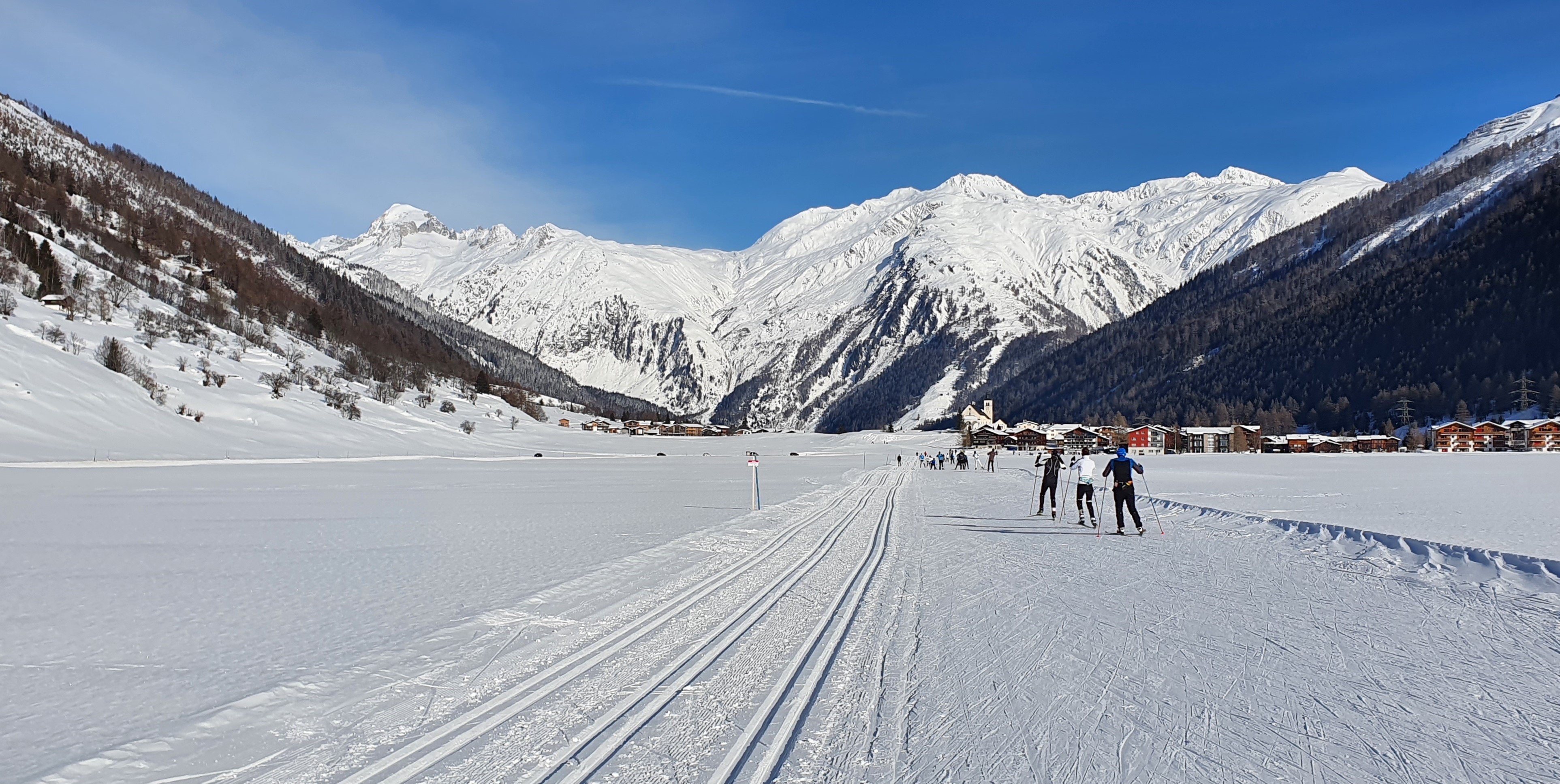
Spår preparerade för klassisk stil till vänster och skate till höger.

### Klassisk stil
Stilarten innehåller fyra tekniker: diagonalgång, stakning, stakning med frånskjut och saxning. Vid diagonalgång flyttar armar och ben sig på samma sätt som när man går utan skidor. Man skjuter en skida framåt och skjuter ifrån med den andra skidan. Samtidigt trycker man staven som är på samma sida som frånsparksskidan bakåt. Sedan gör man samma sak fast med motsatt fot och arm och fortsätter så. Vid stakning skjuter man endast ifrån med stavarna och låter skidorna glida på snön. Man kan kombinera stakning och diagonalgången. Stakning används när det är plant eller i små nedförsbackar. I branta utförsbackar används oftast fartställning då man böjer överkroppen framåt för att minska vindmotståndet och böjer på knäna för att få bättre balans. I väldigt branta uppförsbackar används saxning, där man formar skidorna till ett V och använder stavarna som vid diagonalgång.
Spårbredden får enligt reglerna vara 18–30 cm mätt från centrum till centrum. Vanligaste spårbredden är 21–22 cm. Enligt FIS regler får längden mellan marken och infästningen på stavremmen som längst vara 83 procent av kroppslängden med pjäxor på.

### Fristil
Fristil kallas även skejt, då stilen påminner om en skridskoåkares teknik när åkaren skjuter skidorna utåt framåt, detta samtidigt som stavarna skjuts bakåt. Skidorna i denna stil är kortare än i klassisk stil medan stavarna är längre. Pjäxorna är stelare och bindningarna mindre rörliga än de som används vid klassisk åkning, eftersom man i den här stilen behöver skjuta ifrån med skidorna i sidled istället för längs med skidans åkriktning. Fristil innehåller 5 olika växlar som inom Sverige vanligtvis benämns från 1–5. Växel 1 används i branta uppförsbackar och växel 5 i utförsbackar.
| Växelnamn                                          | Motsvarar i klassisk stil | Teknik                                                    | Lämplighet                  |
| -------------------------------------------------- | ------------------------- | --------------------------------------------------------- | --------------------------- |
| Ettans växel                                       | Saxning                   | Ett stavtag görs för varje benrörelse                     | Mycket branta uppförsbackar |
| Tvåans växel Diagonalskejt, uppförskejt, paddling) | Diagonalåkning            | Dubbla stavtag snett mot ett benskär, samtidigt med detta | Medelbranta uppförsbackar   |
| Treans växel (Raketen)                             | Stakning med frånskjut    | Dubbla stavtag görs växelvis mot varje benskär            | Lite flackar uppförsbackar  |
| Fyrans växel (Flytskejt)                           | Stakning utan frånskjut   | Dubbla stavtag görs mot vartannat benskär                 | Plattåkning; lätt utför     |
| Femmans växel (Benskejt)                           | Fartställning             | Pendlande armar utan stavisättning (fartställning)        | (Lätt) utförsåkning         |

Under 1980-talet växte skejtstilen, eller skridskostilen, fram men det var inte konfliktfritt. Internationella skidförbundet och en del åkare ville ha kvar den klassiska stilen och förbjuda skejt, och man försökte med både fysiska hinder och förbud. Många åkare ville dock gärna åka skejt, och den fria stilen kom till sist att bli en egen gren i tävlingssammanhang (i mästerskapssammanhang från VM 1987). Den visade sig vara klart snabbare än den klassiska. Bill Koch (USA) var den som först använde tekniken med framgång i internationella tävlingar. Till en början var det vanligt att åkaren stod kvar med den ena skidan i spåret och tog skejtskär med den andra (så kallad enkelskejt). Sedan utvecklades tekniken så att man åkte mer likt hur en skridskoåkare gör i en hastighetstävling. Det gjorde också att skidspåren ersattes av en tillplattad snöbädd (genom den randiga ytan ofta benämnd "manchester") när tävlingarna avgjordes i fri stil.   
Under 2010-talet har frågan om den klassiska stilens vara eller icke vara diskuterats igen. Det har blivit allt vanligare att åkare väljer att åka utan fästvalla även på klassiska lopp och stakat hela tävlingen istället. Fördelen med detta är att det går fortare och lättare framförallt utför eftersom det inte finns någon fästvalla som tar emot snön. I vissa lopp har därför så kallade teknikzoner införts, där åkaren måste diagonala, som ett steg i arbetet med att behålla den klassiska stilen. Dock har vissa åkare valt att ändå köra utan fästvalla och imitera diagonalåkning genom teknikzonen genom att staka växelvis med stavarna. I de flesta långlopp är endast klassisk åkning tillåten, även om många av de starkaste åkarna åker utan fästvalla och stakar sig genom loppen åtminstone på lättare banor där det inte är alltför långa uppförsbackar. I traditionella skidtävlingar varvar man mellan stilarna, och vid VM och OS körs varje distans växelvis i klassisk och fristil på vartannat mästerskap. Det gör att man har lika många klassiska och fristilsdistanser vid varje mästerskap. Skiathlon och stafett körs vanligen så att första halvan av tävlingen går i klassisk stil och resten i fristil.   

## Tävling

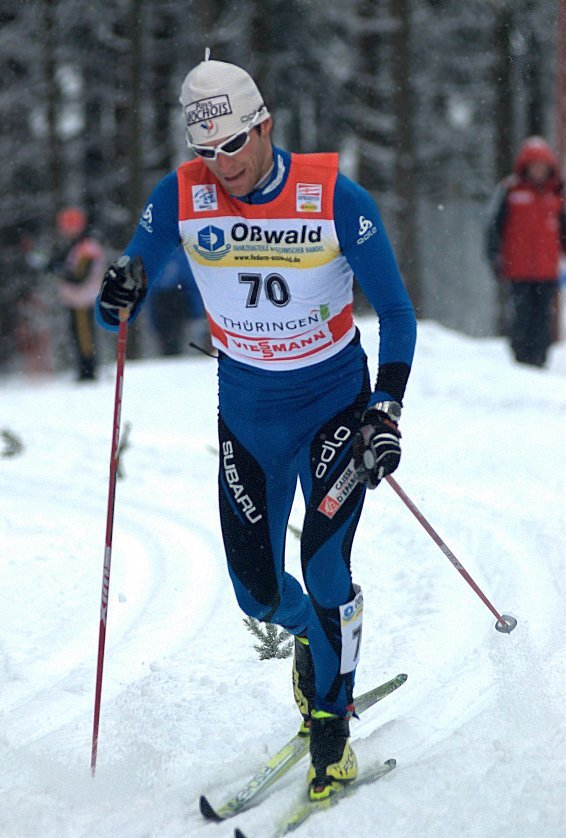
Jean-Marc Gaillard skidar klassiskt, Tour de ski 2010.

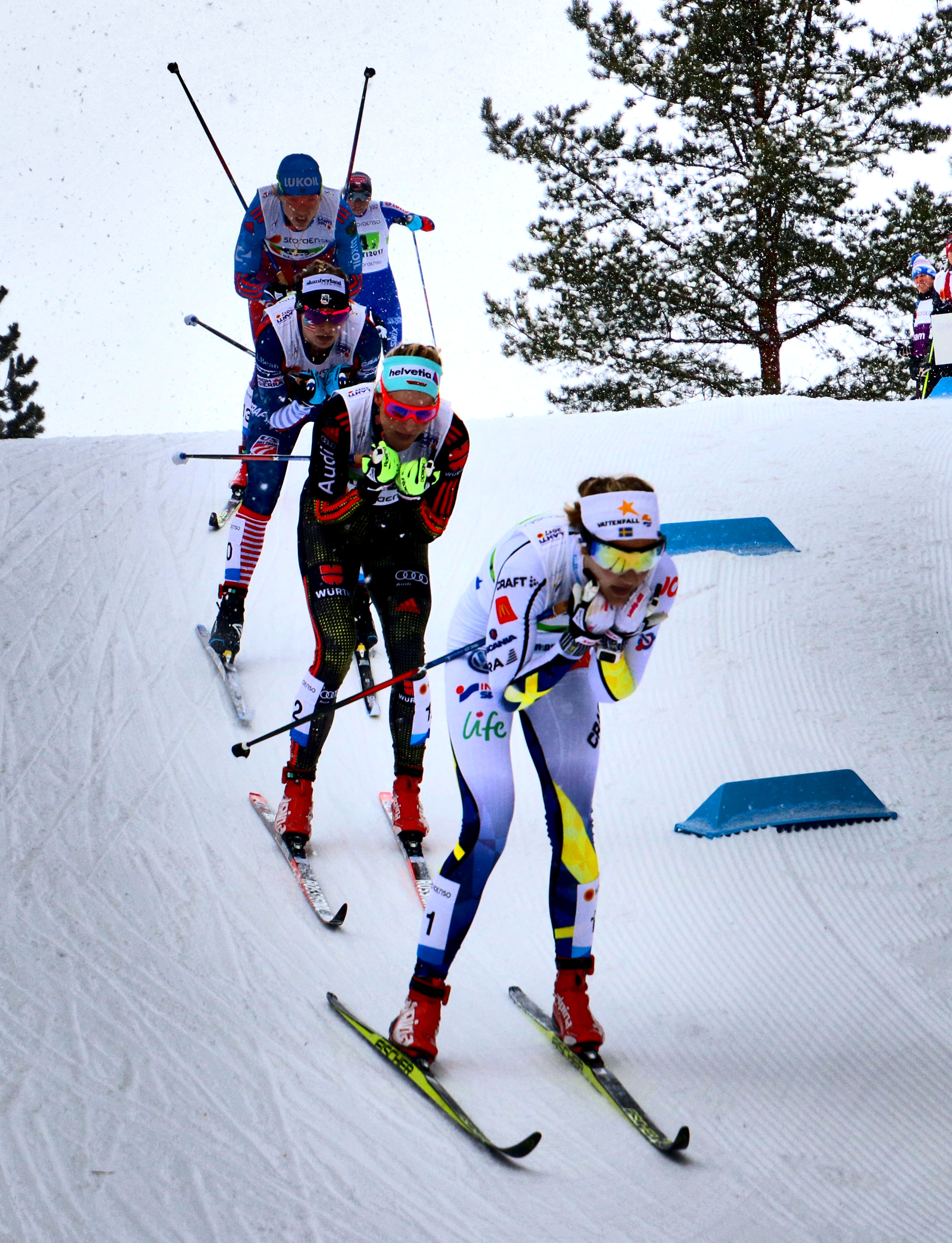
Nedförsbacke, Nordiskt mästerskap 2017.

Det finns många olika tävlingsformer i längdskidåkning. Det varierar på olika distanser, mass-, jakt-, intervallstart eller sprint, klassisk stil eller fristil samt kombinationer av stilarna.
Längdåkning har flera grenar med i de olympiska vinterspelen och FIS (Det internationella skidförbundet) arrangerar VM vartannat år. Varje år arrangeras även Världscupen i längdåkning som består av ett större antal tävlingar under hela säsongen. Dessa är fördelade mellan flera olika länder i främst Europa men även i Nordamerika och ibland i Asien. I världscupen ingår sedan säsongen 2006/2007 Tour de Ski som består av ca 7 tävlingar på runt 10 dagar och avslutas med ett lopp som slutar med en klättring upp för en slalombacke i Alpe Cermis i Italien. Åkarna samlar poäng genom säsongen och den som har samlat ihop flest poäng vinner den totala världscupen. Det finns också separata cuper för sprint och distans, där man endast räknar poängen från de tävlingarna. Den som för tillfället leder världscupen respektive sprintcupen åker med en annan färg på sin nummerlapp. Också den bästa U23-åkaren har en annan färg på sin nummerlapp. 
Den vanligaste distansen är 10 km för damer och 15 km för herrar även om kortare distanser också förekommer. Dessa lopp går antingen i klassisk stil eller i fristil (skate). På mästerskap och några gånger under världscupsäsongen åks också längre lopp på 30 km för damer och 50 km för herrar. Under dessa lopp är det tillåtet att byta till ett nytt par skidor vid varvning eftersom vallan slits bort när man åker. Skiathlon är en annan tävlingsform där åkarna först åker 7,5 km respektive 15 km för damer och herrar i den ena stilen och sedan byter skidor och stil för att åka andra halvan i den andra stilen. 
Jaktstarter där åkarna startar med tidsmellanrum som beror på resultat i tidigare tävlingar förekommer, dock inte längre i VM eller OS. Vanligen ingår jaktstartslopp som en del i en tour eller minitour med flera lopp samma tävlingshelg. När sådana lopp ingår i Världscupen brukar poäng delas ut både till den som är först i mål och den som har bästa åktiden i loppet.  

### Sprint
Sprintloppen har blivit väldigt populära på 2000-talet och körs ibland i stadsmiljö på ditfraktad snö. Loppen är 1–1,5 km långa och inleder med ett kval (prolog) där de 30 snabbaste går vidare till fem kvartsfinaler, två semifinaler och en final.
Sedan 2014 väljer varje åkare vilket kvartsfinallopp de vill starta i. De elva snabbaste åkarna från prologen väljer först i omvänd ordning - elva, tio, nio och så vidare. Därefter väljer åkare tolv till och med 30. Ändringen infördes för ökad rättvisa eftersom 75% av pallplaceringarna togs av åkare i semifinal 1, som fått betydligt längre vila inför finalen. Prologvinnaren har också fördel att se vilket kvartsfinallopp tvåan och trean väljer.
Det är sex åkare i varje heat och de två bästa i varje heat går vidare till nästa. Två så kallade lucky loosers med går också vidare, de två som haft den snabbaste åktiden på varje nivå. Åktiden brukar vara mellan 2 och 4 minuter på elitnivå. Supersprint är en ny variant av sprinttävling. Då åker man endast 100 meter men i samma format som vanlig sprint.
Förutom VM och världscupen arrangeras även kontinentala cuper och en skandinavisk cup samt svenskt mästerskap.
Långlopp blir mer och mer populärt och 2011 startades Ski Classics. Ski Classics är ett TV-koncept som består av sex internationella långlopp i längdskidor. Här ingår lopp som är minst 50 km långa, bland annat Vasaloppet på 90 km.

### De första svenska mästerskapen
I Härnösand hölls 1910 det allra första officiella svenska mästerskapet i längdåkning. Nils Adolf Hedjerson, Djurgårdens IF vann tremilen på tiden 2:59:24 och Johan Petter Nordlund, Jokkmokks SK vann sexmilen på tiden 6:05:24. Nordlund beskylldes dock för fusk efter tävlingen eftersom han hade tränat över tre mil en vardag i veckan. Hedjerson retade upp publiken genom att åka i endast skjortan med hängslena utanpå och för att han stakat nästan hela tävlingen.
Damerna gjorde sitt intåg 1917, när Selma Gustafsson, Säfsnäs IF, vann 10 km på tiden 1:15:37 i Stockholm.

### Distanser

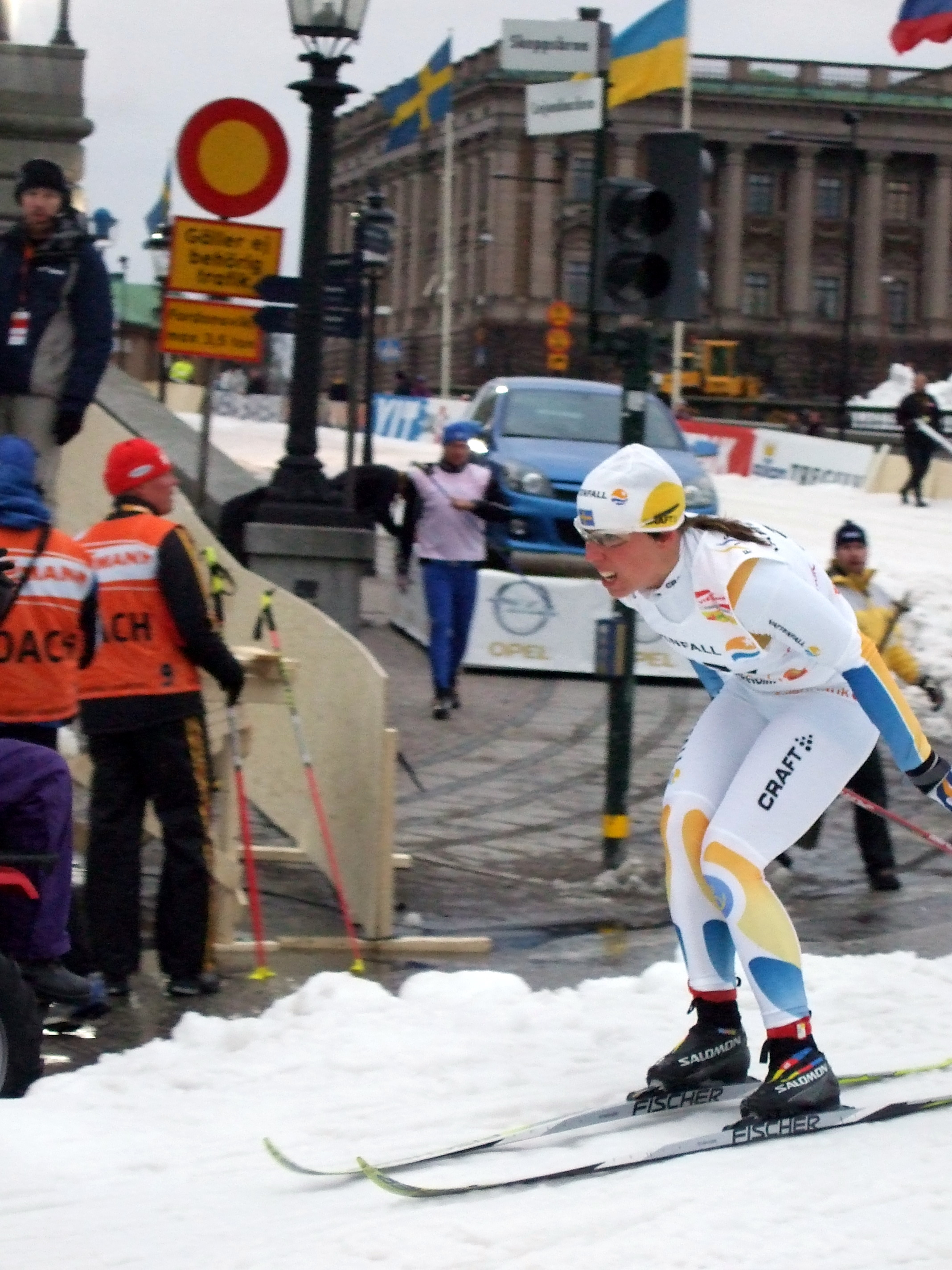
Charlotte Kalla på en sprinttävling i centrala Stockholm

#### Herrar
I mästerskap (OS, VM och SM)
- Sprint (cirka 1–2 km)
- Sprintstafett (2 åkare, 3 x cirka 1–2 km)
- 4x10 km stafett (3x10 km vid SM)
- 15 km (20 km t.o.m. 1927)
- 30 km (15 + 15 km) Skiathlon
- 50 km (60 km t.o.m. 1926)

Vid mästerskap körs en av grenarna sprint eller sprintstafett i klassisk stil och den andra i fristil. Samma förhållande gäller distanserna 15 och 50 km. Vid nästa mästerskap (här räknas även OS in) växlas stilarna för respektive distans. Sedan 2005 körs 50 km-loppet med masstart. 
Utöver mästerskapsdistanserna är långlopp, 40–100 km med gemensam start, masstart, mycket populära tävlingar för både långloppsspecialister och stora grupper av motionärer.

#### Damer
I mästerskap (OS, VM och SM)
- Sprint (cirka 1-2 km)
- Sprintstafett (2 åkare, 3 x cirka 1-2 km)
- 4 x 5 km stafett (3 x 5 km vid SM)
- 10 km
- 15 km (7,5 + 7,5 km) Skiathlon
- 50 km

Vid mästerskap körs en av grenarna sprint eller sprintstafett i klassisk stil och den andra i fristil. Samma förhållande gäller distanserna 10 och 30 km. Vid nästa mästerskap (här räknas även OS in) växlas stilarna för respektive distans. Sedan 2005 körs 30 km-loppet med masstart.
Utom mästerskap
- Långlopp, 20–100 km med gemensam start, masstart.

#### Gemensamma distanser
Från och med säsongen 2022/23 körs världscuptävlingarna för herrar och damer på samma distanser. I de flesta fallen är loppen 10 eller 20 km långa. Även mixade stafetter har införts med 2 damer och 2 herrar. Säsongen 2021/22 kördes en första mixad sprintstafett i Faluns världscuptävling, som slutade med en seger för det svenska laget (Jonna Sundling och Calle Halfvarsson).